# Louise Losserand
Louise Losserand, née Louise Marié le 23 février 1904 à Paris et morte le 17 mars 1991 à Beaumont-sur-Oise, est une résistante française et déportée durant la Seconde Guerre mondiale.

## Biographie
Louise Marié est la fille d'Eugène Marié, ouvrier, et de Virginie Gélis, couturière. La famille est domiciliée au 51, rue de la Roquette,  dans le 11e arrondissement. 
En juin 1922, Louise, brodeuse, épouse Raymond Losserand, artisan fourreur. Tous deux sont militants communistes. 
En 1937, Raymond est élu conseiller municipal communiste du 14e arrondissement alors que Louise est trésorière de cellule.
Raymond est en 1941 responsable de l’OS (organisation spéciale) en région parisienne, une organisation de résistance créée par le Parti communiste. Raymond est nommé en avril 1942 responsable politique du premier triangle de direction des FTP de la région parisienne, les autres membres du triangle étant Gaston Carré et Henri Tanguy.
Louise Losserand est l’agent de liaison de son mari : elle est chargée de toutes les communications entre les résistants. Lors d’un vaste coup de filet de la police française de Vichy le 16 mai 1942, Raymond et Louise Losserand, Gaston et Yvonne Carré sont arrêtés. Louise est incarcérée au Dépôt de la Préfecture de police. Le 21 octobre 1942, Raymond Losserand et Gaston Carré sont fusillés au stand de tir de Balard.
Le 27 octobre, Louise est transférée au fort de Romainville (Les Lilas). Le 24 janvier 1943 elle est déportée, ainsi qu’Yvonne Carré, à Auschwitz, dans le convoi des 31000. Après avoir survécu au typhus, elle est conduite successivement à Ravensbrück le 4 août 1944, puis à Mauthausen le 2 mars 1945. Yvonne Carré mourra en déportation. Le 22 avril 1945, le camp de Mauthausen est libéré. 
Louise est alors rapatriée en France par la Croix-Rouge à Annecy le 25 avril 1945.

## Hommage public
- Jardin de la place-Louise-Losserand, dans le 14e arrondissement de Paris[5], inauguré en 2019[6].